# فرودگاه فدریکو فلینی
فرودگاه فدریکو فلینی (به انگلیسی: Federico Fellini Airport) (به زبان بومی: Aeroporto Federico Fellini) یک فرودگاه همگانی با کد یاتا RMI است که یک باند فرود بتن و آسفالت دارد و طول باند آن ۲۹۶۴ متر است. این فرودگاه در کشور ایتالیا قرار دارد و در ارتفاع ۱۲ متری از سطح دریا واقع شده است.

## شرکت‌های هواپیمایی و مقصدهای پروازی
| شرکت‌های هواپیمایی                 | مقصدهای پروازی                                     |
| --------------------------------- | -------------------------------------------------- |
| آئروفلوت اجرا توسط روسیه ایرلاینز | فصلی: پالکوو                                       |
| ایربالتیک                         | چارتر فصلی: ریگا                                   |
| آلبا وینگز                        | مادر ترزای تیرانا                                  |
| Anda Air                          | چارتر فصلی: کیف ژولیانی                            |
| فن‌ایر                             | فصلی: هلسینکی                                      |
| Ernest Airlines                   | مادر ترزای تیرانا (آغاز از ۳۰ اوت ۲۰۱۷)            |
| روسیه ایرلاینز                    | ونوکووا                                            |
| لوکزایر                           | فصلی: لوگزامبورگ - فیندل                           |
| اسمارت‌لینکس ایرلاینز              | چارتر فصلی: لنارت مری تالین                        |
| نوردویند ایرلاینز                 | چارتر فصلی: پالکوو                                 |
| اورال ایرلاینز                    | دوموده‌دوو فصلی: روستوف-نا-دونو، پاشکوفسکی، کولتسوو |
| VIM Airlines                      | دوموده‌دوو                                          |
| یاکوتیا ایرلاینز                  | فصلی: پاشکوفسکی                                    |